# Legacy of Kain: Soul Reaver
Legacy of Kain: Soul Reaver (укр. Спадщина Каїна: Викрадач душ) — комп'ютерна гра від 3-ї особи в жанрі екшен-Пригода, розроблена Crystal Dynamics і видана Eidos Interactive. Вийшла на платформах: Sony PlayStation, ПК і Sega Dreamcast. Soul Reaver друга гра з серії Legacy of Kain, є сиквелом до Blood Omen: Legacy of Kain. Має пряме продовження — Legacy of Kain: Soul Reaver 2.
Події розгортаються через 1500 років після Blood Omen. У Soul Reaver розповідається доля вампіра Разіеля та лорда Каїна. Каїн калічить Разіеля, після чого кидає останнього в Озеро Мертвих. Але Найстаріший Бог рятує Разіеля від повного руйнування і перетворює його в «Викрадача Душ». Таку ж назву має та меч Каїна. 
Crystal Dynamics почали розробку гри у 1997 році, але псуються відносини з Silicon Knights 
(Творці Blood Omen) створили правову проблему. Ця та інші затримки змусили розробників вирізати багато матеріалу, який, втім, був доданий у подальші частини. Soul Reaver був добре оцінений критиками за свою інтригуючу готичну історію та високоякісну графіку. У той же час, оглядачам не сподобався повторюваний геймплей і невиразний кінець. Гра включена в лінійку Sony «Greatest Hits».

## Ігровий процес
Ґеймплей зовсім не схожий на попередню гру і є класичним Action-adventure. У Soul Reaver гравець керує Разіелем — спотвореним вампіром. Ігрова камера розташовується позаду Разіеля, але гравець може і самостійно керувати нею. Здебільшого, ґеймплей ґрунтується на переході між матеріальним і духовним світом. Це дозволяє гравцеві просуватися далі по сюжетній лінії. Взаємодія з об'єктами в духовному світі обмежена, але це також приносить користь Разіелю, оскільки він може перетинати що знаходяться у воді ворота, недоступні в матеріальному світі. Блоки, двері та перемикачі можуть бути використані тільки в матеріальному світі.
Багато головоломок засновані на різниці між обома світами, наприклад: оточення та платформи в одному світі, в іншому можуть змінити свою форму, таким чином відкривши новий прохід. У грі часто зустрічаються загадки, що вимагають рухати та повертати величезні блоки, нерідко за певний проміжок часу.
Бойова система в Soul Reaver ґрунтується на hack and slash, і складається з в різних атак і завершальних ударів. Вороги Разіеля розділені на три групи: люди, духовні істоти та вампіри. Серед людських ворогів зустрічаються: жителі, мисливці на вампірів, шанувальники вампірів. У духовному світі гравець б'ється проти Sluagh та душ мертвих вампірів. Кожен тип вампірів-ворогів має свою унікальну силу, схожу з лідером їх клана.
Основними особливостями бойової системи є: використання як зброї підручних предметів та можливість використання оточення для боротьби з супротивниками. Звичайними атаками можна вбити людей та духовних істот. Вампірів необхідно побити до втрати свідомості і за кілька секунд добити наступними прийомами: винести на сонячне світло, зіштовхнути у воду, закинути на стирчать зі стіни шипи, пробити шостому (при цьому жердину доведеться залишити; якщо його вийняти, противник знову прийде в себе), підпалити факелом, кинути в багаття, знищити за допомогою клинка Soul Reaver.
З повалених противників вилітає душа, яку необхідно поглинути для відновлення здоров'я. У матеріальному світі здоров'я повільно зменшується, в той час як в духовному — заповнюється. Наявність меча Soul Reaver зупиняє зменшення здоров'я в матеріальному світі, але якщо Разіель втратить свій меч, отримавши пошкодження, він зможе його повернути тільки якщо повністю відновивши шкалу здоров'я. У грі принципово неможливо померти. Якщо шкала здоров'я досягне нуля, поки персонаж знаходиться в матеріальному світі, він перенесеться у світ духів. Якщо і там він отримає смертельний шкоди, він опритомніє в печері під озером, в якій починалася гра (звідти ж гра починається при завантаженні збереження).
Спочатку Разіель може: стрибати, парити (використовуючи залишки своїх крил), рухати брили і кидати своїх ворогів. Спочатку він бореться за допомогою своїх пазурів, але надалі зможе використовувати різну зброю: камені, факели, списи, палиці і Soul Reaver. Разіель може безперешкодно переходити в духовний світ, але щоб повернутися в матеріальний світ, йому потрібно знайти спеціальні портали та мати повну шкалу здоров'я. У міру проходження гри, Разіель знайде здатність проходити крізь ґратковий ворота в духовному світі, та дертися по стрімких стінах в матеріальному світі. Вода, небезпечна на початку, надалі перестане становити загрозу для Разіеля, та він навчиться плавати. Гравець може знайти стародавній артефакт, який дасть можливість Разіелю стріляти згустком телекінетіческіе енергії. Хоч наносяться їм пошкодження незначні, він може відкидати ворогів, а також рухати блоки на відстані. Soul Reaver можна перетворити на Fire Reaver, освятивши його в священний вогонь. Fire Reaver може підпалювати ворогів і додає вогонь до телекінетіческіе згусткам. Гравець може знайти магічні гліфи, які дадуть Разіелю можливість використовувати магічну енергію для одночасної атаки кількох ворогів.

## Ігровий світ

### Сетинг
ПодіїSoul Reaverрозгортаються у вигаданому світі Носгота, де благополуччя землі пов'язане з дев'ятьма колонами Носгота, кожну з яких представляє Зберігач. Ще до подій Soul Reaver, Хранителі стали хибними, і, після того як Каїн убив вісьмох з них, він дізнався, що він — дев'ятий. Відмовившись пожертвувати собою, заради відновлення Колон, він прирік Носгота в занепад і руйнування на століття, і почав створювати своїх лейтенантів, в тому числі і Разіеля, для захоплення земель. На час розвитку сюжетної лінії Soul Reaver, люди були винищені, а кожен клан вампірів закріпився в певних частинах Носгота, змінивши їх вигляд (ландшафт). Під землями Носгота ховається Найстаріший Бог, давнє та сильне створення, про існування якого вампіри навіть і не здогадуються. Найстаріший Бог керує Колесом Долі — циклом перевтілення душ, які переміщуються в Колесі у витку (петлі) долі. Але так як вампіри безсмертні, їх душі не приводять в дію Колесо, викликаючи тим самим занепад Носгота. Коли Разіеля воскрешають після 1000 років, Носгота знаходиться на краю руйнування. 

### Персонажі
Головним героєм Soul Reaver є Разіель — колишній вампір, перетворений на духу, якого Каїн на початку гри кидає в Озеро Мертвих. Хоч Каїн і був протагоністом в минулій грі - Blood Omen: Legacy of Kain, в Soul Reaver він виступає головним ворогом та останнім босом. Найстаріший Бог воскрешає і допомагає Разіелю, пояснює ігрове управління і попередні події з історії Носгота. Аріель, яка була Зберігачем Колони Балансу до Каїна, з'являється перед Разіелем у вигляді духу, і час від часу допомагає йому радою. Під час пошуків, Разіель зустрічає своїх братів: Дрібна, Зефона, Рахаб та Дума, які виступають як боси. Кожен з них розвинув особливі навички, які, Разіель отримає, убівші й поглине їх душі. П'ятий брат, Турель, не потрапив у гру через скорочення термінів розробки. 

### Сюжет

Геймплей гри

Гра починається з того, що Разіель підходить до трона Каїна та розправляє новонабуті крила. Каїн карає Разіеля за перевагу його в еволюції, вириваючи кістки з крил, та наказує скинути його в Озеро Мертвих на вічну муку. По закінченні 1000 років Найстаріший Бог воскрешає Разіеля у вигляді безсмертного духу, щоб останній став його «Викрадачем Душ» і вбив Каїна для відновлення Носгота. За допомогою старого Бога, Разіель освоює своє нове перевтілення та повертається в Носгота. Проникаючи на територію клану Дрібна, Разіель зустрічає свого брата, який перетворився на монстра, нездатного підтримувати свою власну плоть. Після довго розмови, Разіель вступає в битву з Дрібна, вбиває та поглинає його душу. Отримавши нову здатність, від поглинання душі, Разіель зустрічає Каїна в Святилище Кланів, розташованому на руїнах Колон Носгота. У короткій битві Каїн отримує перемогу, та намагається вбити Разіеля за допомогою Soul Reaver, найсильнішого меча, здатного поглинати душі повержених ворогів. Але меч руйнується після удару по Разіелю, і Каїн тікає. Ослаблений битвою, Разіель переходить у світ духів. Навпаки себе він помічає духовну форму Soul Reaver, до якої він доторкається. Цією дією він пов'язує себе з мечем, стаючи з ним одним цілим. Після цього Разіель зустрічає Аріель, яка відновлює його сили, та дізнається місцезнаходження свого наступного брата — Зефона. 
Разіель, з величезним ризиком, входить в кафедральний собор, колись населених людьми, та знаходить клан Зефона. Після довгого підйому в верхню вежу собору, перед поглядом Разіеля повстає Зефон, який знайшов форму павука, та тіло якого занурене у верхівку вежі. Згодом Разіель вбиває свого брата, та за допомогою новонабутих сил потрапляє в древню усипальницю, де розташовані труну и членів Ордену Сарафан - особливого клану людей-мисливців на вампірів, убитих задовго до правління Каїна. До свого жаху, Разіель усвідомлює, що давня усипальниця була створена для нього і його братів. За жорстокою іронією, Каїн воскресив членів Ордену Сарафан, і зробив їх своїми синами—вампірами. Разіель знаходить секретний прохід під усипальнею та потрапляє в затоплений монастир, населений кланом Рахаб. Члени клану мутували в амфібій, а їхній лідер — Рахаб — перетворився в водяного. Зустрівшись обличчям до обличчя, Разіель розповідає своєму братові про їх людському минулому, але у відповідь Рахаб атакує його. Перемігши Рахаб і поглинувши його душу, Разіель отримує можливість плавати. З цією новою силою він перетинає Озеро Мертвих, і досліджує занедбану фортеця свого брата, Дума. Найстаріший Бог пояснює, що клан Дума був розосереджений перед атакою мисливців на вампірів. У кінцевому рахунку, Разіель знаходить свого брата, прикутого до свого трону з допомогою пік, протикаючих його серце. Разіель звільняє Дума і згодом спалює його живцем в гігантській печі. 
Далі, Разіель знаходить Печери Оракула, де Мебіус — Зберігач часу одного разу заховав Хронопласт — магічну машину часу. Пройшовши через печери, Разіель виявляє Каїна в залі управління Хронопластом. У відповідь на обурення Разіеля по-приводу минулого, Каїн говорить йому про долі і свободу волі. Разіель атакує Каїна, який намагається задіяти Хронопласт. Разіель одержує перевагу в битві, але Хронопласт активується і Каїн тікає через часовий портал. Ігноруючи попередження старого Бога, Разіель ступає слідом за Каїном. У кінці гри Разіель виходить з порталу, та його зустрічає Мебіус - Зберігач часу. Після цього починається сюжетна лінія Legacy of Kain: Soul Reaver 2. 

## Розробка та підтримка гри
Soul Reaverпочали розробляти одночасно з Legacy of Kain: Blood Omen 2, в 1997 році, віддаючи перевагу 
розгадування головоломок, ніж боям, як у Blood Omen 2. 
Під час проектувальної стадії, команда розробників створила величезні простори, які можна було дослідити навіть після того, як Разіель отримав би нові можливості. Таким чином, локації ставали більш пропрацювали, ніж у Blood Omen.
Crystal Dynamics створювала Soul Reaver на основі досліджень Silicon Knights на тему вампірської міфології, яку вони проводили дляBlood Omen. 
Інші аспекти гри, такі як ідея занепалого ангела, який поглинає душі, були взяті з епічної поеми «Загублений Рай». Розробники хотіли зробити геймплей схожим на Tomb Raider і використовували поліпшену версію рушія з власної гри — Gex 3, для створення тривимірного ігрового світу. 
Ще до релізуSoul Reaver, відносини між Silicon Knights і Crystal Dynamics остаточно зіпсувалися. Через те, що використовувалися напрацювання Silicon Knights, компанія подала до суду на заборону рекламного просування гри (випуск нових скріншотів, прес-релізів і т.д.). Ця та багато інших затримки відсунули реліз гри з жовтня 1998, на серпень 1999 року. 
Затримки змусили Crystal Dynamics урізати більшу частину ігрового матеріалу, включаючи додаткові сили для Разіеля, третю битву з Каїном і більше опрацьовану систему гліфів, яка наділяла б меч Soul Reaver новими здібностями різних стихій. 
В одному з інтерв'ю, директор серії Еммі Хейнінг сказала, що розробники розділили величезний план з розробки на дві частини, після того, як зрозуміли, що вони «перенаполнілі» гру і не встигають завершити її в потрібний термін. Це рішення пояснює інтригуючий кінець і поява раніше задуманого матеріалу в наступних іграх. 
Незважаючи на урізання, Хейнінг додала, що команда залишила невживані компоненти - такі як додаткові сили і вороги - в рушії гри, щоб уникнути непередбачених проблем, які могли б з'явитися при їх вирізці. 
У 1998 році, Soul Reaver був представлений на виставці Е3, де відвідувачі могли отримати безкоштовний демо диск. 
З часом, були випущені додаткові демо диски, включаючи один, який поставлявся з журналом Official PlayStation Magazine. Soul Reaver вийшов на ПК і Sony PlayStation у 1999 році. Версія для Sega Dreamcast з'явилася в 2000. ПК і Dreamcast версії мали набагато більший фреймрейт, ніж версія для PlayStation. Порт для Dreamcast мав невеликі графічні покращення. Гра планувалася до випуску в Японії, але реліз був скасований. У 2000 році Soul Reaver був включений в список ігор Sony "Greatest Hits». 
Багато головоломки засновані на різниці між обома світами, наприклад: оточення і платформи в одному світі, в іншому можуть змінити свою форму, таким чином відкривши новий прохід. У грі часто зустрічаються загадки, що вимагають рухати і повертати величезні блоки, нерідко за певний проміжок часу. 
Бойова система в Soul Reaver ґрунтується на hack and slash, і складається з в різних атак та завершальних ударів. Вороги Разіеля розділені на три групи: люди, духовні істоти і вампіри. Серед людських ворогів зустрічаються: жителі, мисливці на вампірів, шанувальники вампірів. У духовному світі гравець б'ється проти Sluagh і душ мертвих вампірів. Кожен тип вампірів-ворогів має свою унікальну силу, схожу з лідером їх клана. 
Основними особливостями бойової системи є: використання як зброї підручних предметів та можливість використання оточення для боротьби з супротивниками. Звичайними атаками можна вбити людей та духовних істот. Вампірів необхідно побити до втрати свідомості та за кілька секунд добити наступними прийомами: винести на сонячне світло, зіштовхнути у воду, закинути на стирчать зі стіни шипи, пробити шостому (при цьому жердину доведеться залишити; якщо його вийняти, противник знову прийде в себе), підпалити факелом, кинути в багаття, знищити за допомогою клинка Soul Reaver. 
З повалених противників вилітає душа, яку необхідно поглинути для відновлення здоров'я. У матеріальному світі здоров'я повільно зменшується, в той час як в духовному - заповнюється. Наявність меча Soul Reaver зупиняє зменшення здоров'я в матеріальному світі, але якщо Разіель втратить свій меч, отримавши пошкодження, він зможе його повернути тільки якщо повністю відновивши шкалу здоров'я. У грі принципово неможливо померти. Якщо шкала здоров'я досягне нуля, поки персонаж знаходиться в матеріальному світі, він перенесеться у світ духів. Якщо і там він отримає смертельний шкоди, він опритомніє в печері під озером, в якій починалася гра (звідти ж гра починається при завантаженні збереження). 
Спочатку Разіель може: стрибати, парити (використовуючи залишки своїх крил), рухати брили і кидати своїх ворогів. Спочатку він бореться за допомогою своїх пазурів, але надалі зможе використовувати різну зброю: камені, факели, списи, палиці і Soul Reaver. Разіель може безперешкодно переходити в духовний світ, але щоб повернутися в матеріальний світ, йому потрібно знайти спеціальні портали та мати повну шкалу здоров'я. У міру проходження гри, Разіель знайде здатність проходити крізь ґраткові ворота в духовному світі, та дертися по стрімких стінах у матеріальному світі. Вода, небезпечна на початку, надалі перестане становити загрозу для Разіеля, і він навчиться плавати. Гравець може знайти стародавній артефакт, який дасть можливість Разіелю стріляти згустком телекінетичної енергії. Хоч наносяться ним пошкодження незначні, він може відкидати ворогів, а також рухати блоки на відстані. Soul Reaver можна перетворити на Fire Reaver, освятивши його у священний вогонь. Fire Reaver може підпалювати ворогів і додає вогонь до телекінетичних згустків. Гравець може знайти магічні гліфи, які дадуть Разіелю можливість використовувати магічну енергію для одночасної атаки кількох ворогів. 
Eidos Interactive, видавець гри, витратила 4 мільйона доларів на рекламну кампанію, яка включала в себе статті в журналах, рекламні ролики на ТБ і книгу коміксів, видану Top Cow Productions. 
Завдяки виходу фільмів Шосте почуття, Відьма з Блер: курсова з того світу і Мумія, у першій половині 1999 року, реліз Soul Reaver був ідеальний за часом, як для гри з хоррор напрямом. Відсутність екранів завантаження був ключовим у маркетинговій політиці, яку відзначили деякі оглядачі. 
Після виходу, Eidos та BBI випустили фігурки Каїна та Разіеля. 

### Звук і музика
Курт Харланд склав велику частину музики для Soul Reaver, іншим займався Джим Хеджес. Харланд зауважив, що під керівництвом Еммі Хейнінг він запрограмував музику на зміну в залежності від ігрової ситуації, наприклад при битві чи плаванні. Це було досягнуто за допомогою особливого MIDI драйвера, який запускав музику залежно від сигналів ігрового рушія. Кожен клан вампірів мав свою особливу музичну тему; один клан механічних вампірів був асоційований з повільною, глухий темою, для передачі почуття працюючого механізму. 
Щоб ще більше інтегрувати музику з обстановкою, команда звукових операторів консультувалася з дизайнерами рівнів. Музика з Soul Reaver та Soul Reaver 2 
була включена як додатковий матеріал, який знаходився на диску з грою Legacy of Kain: Soul Reaver 2. 
Разіеля озвучив Майкл Белл, а Тоні Джей, який озвучив Мортаніуса в Blood Omen, служив голосом для старого Бога. Ганна Ганн, Саймон Темплмен та Річард Дойл грали свої відповідні ролі з Blood Omen — Аріель, Каїна та Мебіуса. Белл, Темплмен та Джей також озвучили Дрібна, Дума і Зефона відповідно. Голосом Рахаб став Нейл Росс.

## Відгуки преси
| GR = 88,16% 
| MC = 91%
```
-->
```

Готична атмосфера Soul Reaver була добре сприйнята; деякі оглядачі особливо відзначали ігрові кат-сцени. 
Оглядач з IGN назвав гру «амбітною, такою, що практично досягає всіх своїх задумів» і похвалив саундтрек за ненав'язливе злиття з атмосферою. Порт для Dreamcast був названий «однією з найкрасивіших консольних ігор, коли-небудь зроблених». 
IGN також додали, що отримання та вивчення сил братів Разіеля приносить частина задоволення від гри, і що руху Разіеля добре анімовані й скоординовані. 
Next Generation Magazine написав, що «навіть якщо ви власник Playstation версії, ви захочете взяти гру і на Dreamcast», але висловив розчарування в тому, що в порті для Dreamcast не було додано нового контенту.
Огляд сайту AllGame назвав кат-сцени «плавними, без різких переходів» а їх кількість «не великим і не маленьким». 
Сюжет гри був високо оцінений критиками з Game Informer, які назвали його «похмурим і цікавим». Озвучування Soul Reaver було також відзначено похвали.  GameSpot оцінив цей аспект гри в своєму Топ 10 "Найкращих озвучування в іграх». 
GameSpot порахував атмосферу такою ж багатою, як та в Blood Omen, але менш драматичною, а графіку «однією з найкращих на Playstation». Легкість керування камерою оглядач порівняв з такою ж у Banjo-Kazooie, додавши, що гравці захочуть повернути камеру, щоб побачити руху Разіеля. 
GamePro відзначив можливість переходу між світами, і, в тому числі, візуальну складову. 
RPGamer назвав геймплей гладким і «безшовним»; Оглядач побоювався, що інтерфейс буде таким же як і в іграх серії Tomb Raider, але пограти, відкинув всі побоювання. 
Computer Gaming Worldсподобалося поглинати душі, а Олександр Сміт, з Star Tribune, порівняв Soul Reaver з телевізійним серіалом «Горець». 
Критики також порахували геймплейSoul Reaverзанадто нелінійним, а завдання не надто ясними. 
Next Generation Magazineпоскаржився на складність гри через її пазли і відсутність карти ігрового світу, завдяки чому гравці заплутувалися під час проходження. 
 
Рецензент з RPGamer сказав, що музика «більш підходить для заколисування немовлят» а вороги видають звуки, ніби тварини на оборі. 

AllGame називали ігрові пазли складними, навіть для досвідчених гравців, а Game Informer порахував їх «складними до безумства». < br/> 
The Tampa Tribune розкритикувала управління камерою, і в той же час зауважила, що функція автоцентрування зменшує цю проблему 

PC Zone не сподобався порт гри на персональні комп'ютери, зокрема вони критикували «стисла» графіка і погане управління камерою: «відчувається, немов версію для Playstation наспіх портували на ПК» 

Computer Gaming World також порахували, що обмеження Playstation були перенесені та на ПК версію, яка виглядає, на їх думку, «дуже нудно». Видання похвалило історію, схожу з ідеєю Люцифера, за мотивування гравців, але було розчаровано тим, що вона «вичерпується разом з незадовільною розв'язкою». 

Game Informer заявив: «навіть після багатьох років в розробці, Soul Reaver не відчувається завершеним. Він відчувається створеним наспіх» 

1UP пізніше поставив Soul Reaver на друге місце у своєму «Топ 5 ігор, які зупинилися на півдорозі», пояснивши це словами: «гранично ясно, що сюжет міг бути зовсім іншим, якби в цих непростих обставин не закінчилися гроші».